# Ptxolka
Ptxolka (en rus: Пчёлка) és un poble de Baixkíria, a Rússia, que en el cens del 2010 tenia 2 habitants. Pertany al districte de Iermolàievo.